# Saioci, Vâlcea
Saioci este un sat în comuna Roești din județul Vâlcea, Oltenia, România. Se află în partea de central-sudică a județului, în Podișul Oltețului.